# Winnipeg Jets
Winnipeg Jets – kanadyjski klub hokeja na lodzie z siedzibą w Winnipeg, występujący w lidze NHL.

## Historia
Pierwotnie klub o nazwie Winnipeg Jets występował WHL w latach 1967–1973. Następnie w latach 1972–1996 występował w rozgrywkach NHL. W 1996 zmienił właściciela i został przeniesiony do Phoenix. W sensie prawnym jego kontynuatorem jest klub Phoenix Coyotes.
W maju 2011 roku został rozwiązany amerykański klub Atlanta Thrashers, następnie odkupiony przez kanadyjskiego inwestora True North Sports & Entertainment za 170 mln dolarów  i zmienił siedzibę na Winnipeg. Postanowiono, że klub będzie występował w NHL od sezonu 2011/12 pod oryginalną nazwą Winnipeg Jets.
Zespół posiada afiliacje w postaci klubów farmerskich w niższych ligach. Tę funkcję pełnią St. John’s IceCaps w lidze AHL i Colorado Eagles w rozgrywkach ECHL.

## Sukcesy
- Mistrzostwo dywizji: 1973, 1976, 1978
- Finał konferencji: 2018